# Malkiya Club
El Malkiya Club (en árabe: نادي المالكية‎) es un equipo de fútbol de Baréin que juega en la Liga Premier de Baréin, primera división de fútbol en el país.

## Historia
Fue fundado en el año 1968 en la ciudad de Malkiya y ha pasado a mayor parte de su historia en las divisiones inferiores de Baréin, hasta que en la temporada 2017 gana el título de la Liga Premier de Baréin, el que es su primer logro importante.
El equipo jugara la Liga de Campeones de la AFC 2018, la que será su primera participación en un torneo internacional.

## Palmarés
- Liga Premier de Baréin: 1

2017

## Jugadores

### Jugadores destacados
| - Valeriu Andronic - Victor Gonţa - Sayed Mohammed Jaffer - Francis Dignon - Michael Oladayo Olagbemir - Mohammad Balas | - Yaya Konath - Bu Shuaib Zanziun - Alaa Mossa - Ahmed Youssour - Israa Hamwiah |